# Melilla
Melilla (/məˈliːjə/ mə-LEE-yə; tiếng Tây Ban Nha: [meˈliʎa], địa phương [meˈliʝa]; ngữ tộc Berber: Mřič; tiếng Ả Rập: مليلية‎, Maliliyyah) là một thành phố tự trị của Tây Ban Nha ở Bắc Phi. Nó nằm ở phía Đông của Mũi Three Forks, toàn bộ biên giới trên bộ đều tiếp giáp Morocco và mặt còn lại hướng ra biển Địa Trung Hải. Nó có diện tích 12,3 km2 (4,7 dặm vuông), là một phần của tỉnh Málaga cho đến ngày 14 tháng 3 năm 1995, và sau đó thì Quy chế tự trị Melilla được thông qua và nó tồn tại như một đơn vị cấp vùng hành chính của Tây Ban Nha.
Melilla và 1 trong 32 Lãnh thổ đặc biệt của các thành viên Khu vực Kinh tế châu Âu, trong đó, nó cùng với 9 lãnh thổ khác được xếp vào nhóm "Trường hợp đặc biệt". Việc di chuyển đến và đi từ phần còn lại của EU và Melilla phải tuân theo các quy tắc cụ thể, được quy định trong Thỏa thuận gia nhập của Tây Ban Nha vào Công ước Schengen.
Tính đến năm 2019, Melilla có dân số 86.487 người. Dân số chủ yếu được phân chia giữa người gốc Iberia và người Riffia. Ngoài ra còn có một số ít Người Do Thái Sephardi và người theo Ấn giáo Sindhi. Melilla thể hiện sự khác biệt giữa tiếng Tây Ban Nha chính thức và tiếng Tarifit.
Giống như thành phố tự trị Ceuta và các vùng lãnh thổ khác của Tây Ban Nha ở Châu Phi, Melilla không được Vương quốc Morocco công nhận và luôn nhất quán trong việc đòi Tây Ban Nha trả lại lãnh thổ cho mình.

## Lịch sử

### Thời cổ đại và trung cổ
Melilla là một lãnh thổ được kiểm soát bởi người Phoenicia và sau đó trở thành một cơ sở thương mại của người Punic dưới cái tên Rusadir (Người La Mã gọi là Rusaddir; người Hy Lạp gọi là Ῥυσσάδειρον). Sau đó, La Mã sáp nhập nó thành một phần của tỉnh Mauretania Tingitana thuộc Đế chế. Ptolemy (IV, 1) và Pliny (V, 18) đề cập đến Rusaddir, gọi nó là "oppidum et portus" (một thị trấn và cảng kiên cố). Nó cũng được Pomponius Mela (I, 33) gọi là Rusicada, và Itinerarium Antonini. Rusaddir được cho là đã từng trở thành trụ sở của một giám mục, nhưng không có hồ sơ nào về điều này, và cũng không có trong danh sách các tòa giám mục của Giáo hội Công giáo.
Nhiều thế kỷ trôi qua, nó được cai trị bởi Người Vandal, Byzantine và Visigoth. Lịch sử chính trị tương tự như các thị trấn ở vùng Rif Maroc và miền Nam Tây Ban Nha. Quyền cai trị địa phương được truyền qua sự kế thừa của các nhà cai trị Phoenicia, Punic, La Mã, Umayyad, Cordobese, Idrisid, Almoravid, Almohad, Marinid, và sau đó là Wattasid.

## Thời kỳ cận đại
Trong thế kỷ XV, Melilla rơi vào tình trạng suy tàn, giống như hầu hết các thành phố của Vương quốc Fez dọc theo bờ biển Địa Trung Hải, bị lu mờ bởi những thành phố dọc theo bờ biển Đại Tây Dương phía bên kia của Fez. Sau cuộc chinh phục của các Quân chủ Công giáo đối với Vương quốc Nasrid của Granada vào năm 1492, Thư ký Hernando de Zafra của họ đã tổng hợp thông tin về tình trạng tồi tệ của bờ biển Bắc Phi với tiềm năng mở rộng lãnh thổ,  sau khi cho tiến hành điều tra thực địa, ông đã báo cáo với các Quốc vương Công giáo rằng, vào đầu năm 1494, người dân địa phương đã trục xuất quyền lực của Sultan xứ Fez và đề nghị được bảo trợ. Trong khi Hiệp ước Tordesillas năm 1494 đã đặt Melilla và Cazaza (cho đến lúc đó được dành cho người Bồ Đào Nha) dưới phạm vi ảnh hưởng của Vương quyền Castilla, vì Charles VIII của Pháp chiếm đóng Naples nên cuộc chinh phục phải được dời lại.

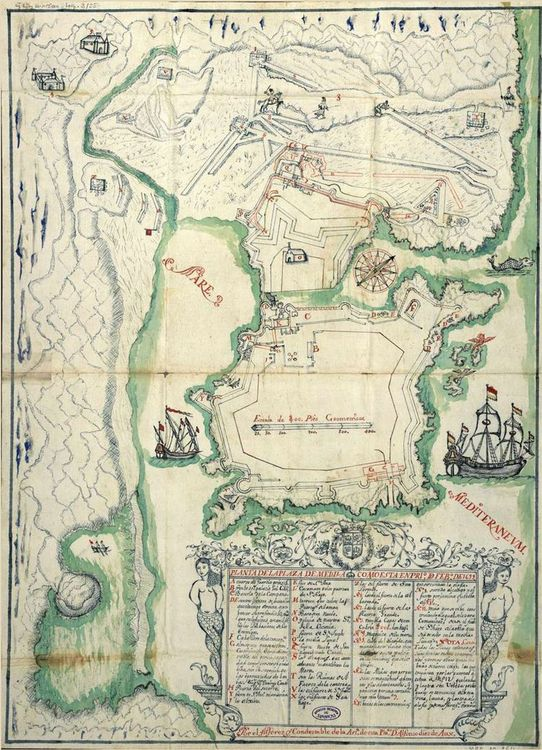
Bản đồ pháo đài Melilla vào cuối thế kỷ 17.

Công tước xứ Medina Sidonia là Juan Alfonso Pérez de Guzmán, đã thúc đẩy việc đánh chiếm Melilla, do Pedro de Estopiñán đứng đầu, trong khi các Quốc vương Công giáo, Isabella I của Castile và Ferdinand II của Aragon, cũng tán thành sáng kiến này, họ đã gửi sĩ quan pháo binh Francisco Ramírez de Madrid cho chiến dịch. Melilla bị chiếm đóng vào ngày 17 tháng 9 năm 1497 hầu như không có bạo lực vì nó nằm ở biên giới giữa Vương quốc Tlemcen và Vương quốc Fez, và trước đó đã xảy ra tranh chấp nhiều lần, nhưng sau đó Melilla bị bỏ rơi. Không có sự mở rộng quy mô lãnh thổ nào sang Vương quốc Fez sau đó, và cấm các cơ sở kinh doanh của Hồng y Cisneros dọc theo bờ biển ở Mers El Kébir và Oran (ở bờ biển Algeria), và Badis Rock (trong phạm vi lãnh thổ của Vương quốc Fez), sự tập trung của đế chế cuối cùng đã hướng đến những nơi khác, đến các cuộc chiến tranh Ý tiến hành chống lại Pháp, và đặc biệt kể từ năm 1519, đế chế đã hướng tới Tân Thế giới, một châu lục mới ở phía bên kia Đại Tây Dương.
Melilla ban đầu được quản lý chung bởi Nhà Medina Sidonia và Vương quyền, và một thỏa thuận năm 1498 đã buộc Nhà Medina Sidonia và Vương quyền phải đóng quân đồn trú 700 người ở Melilla và buộc Nhà Medina Sidonia phải cung cấp cho thành phố một số maravedíes và fanegas lúa mì. Sự quan tâm của Vương quyền đối với Melilla giảm dần dưới thời trị vì của Karl V. Trong thế kỷ XVI, binh lính đồn trú ở Melilla bị trả thù lao rất thấp, dẫn đến nhiều vụ đào ngũ.  Công tước xứ Medina Sidonia từ bỏ trách nhiệm quản lý nơi đồn trú vào ngày 7 tháng 6 năm 1556.
Vào cuối thế kỷ XVII, quốc vương Alaouite Ismail Ibn Sharif đã cố gắng chinh phục Presidio, chiếm các công sự bên ngoài vào những năm 1680 và tiếp tục bao vây Melilla vào những năm 1690 nhưng không thành công.
Một sĩ quan Tây Ban Nha phản ánh, "một giờ ở Melilla, xét về mặt công lao, có giá trị hơn ba mươi năm phục vụ Tây Ban Nha."